# Drogaggio per diffusione termica
Il drogaggio per diffusione termica è un processo nel quale i wafer di silicio vengono portati a temperature superiori a 1000 °C per attivare la diffusione del drogante nel silicio stesso.
Raggiunta la concentrazione desiderata, è sufficiente abbassare la temperatura dei wafer, estraendoli dalla fornace, per far crollare i valori della diffusività di materia, bloccando così il processo.
Il processo diffusivo si articola fondamentalmente in tre fasi:
1. apertura di una finestra sulla zona della matrice cristallina da trattare (questa fase è necessaria in quanto la matrice cristallina di silicio viene protetta con uno strato di ossido di silicio SiO2 che risulta essere impermeabile agli agenti droganti);
2. predeposizione (usualmente abbreviata in predep), cioè introduzione della dose desiderata di drogante, dove la dose, che dipende dalla concentrazione di drogante, è il numero di atomi di drogante per cm3;
3. drive-in, che consiste nel bloccaggio della dose e nel lasciare che il drogante diffonda più in profondità, dato che un difetto della predeposizione è proprio quello di far accumulare il drogante troppo vicino all'interfaccia tra la matrice cristallina del silicio e l'atmosfera o, ugualmente, lo strato solido, ricca di droganti.

La diffusione termica era il metodo preferito di drogaggio dei wafer di silicio prima dell'introduzione dell'impiantazione ionica.